# Catunaregam pygmaea
Catunaregam pygmaea là một loài thực vật có hoa trong họ Thiến thảo. Loài này được Vollesen mô tả khoa học đầu tiên năm 1981.